# David Beaton

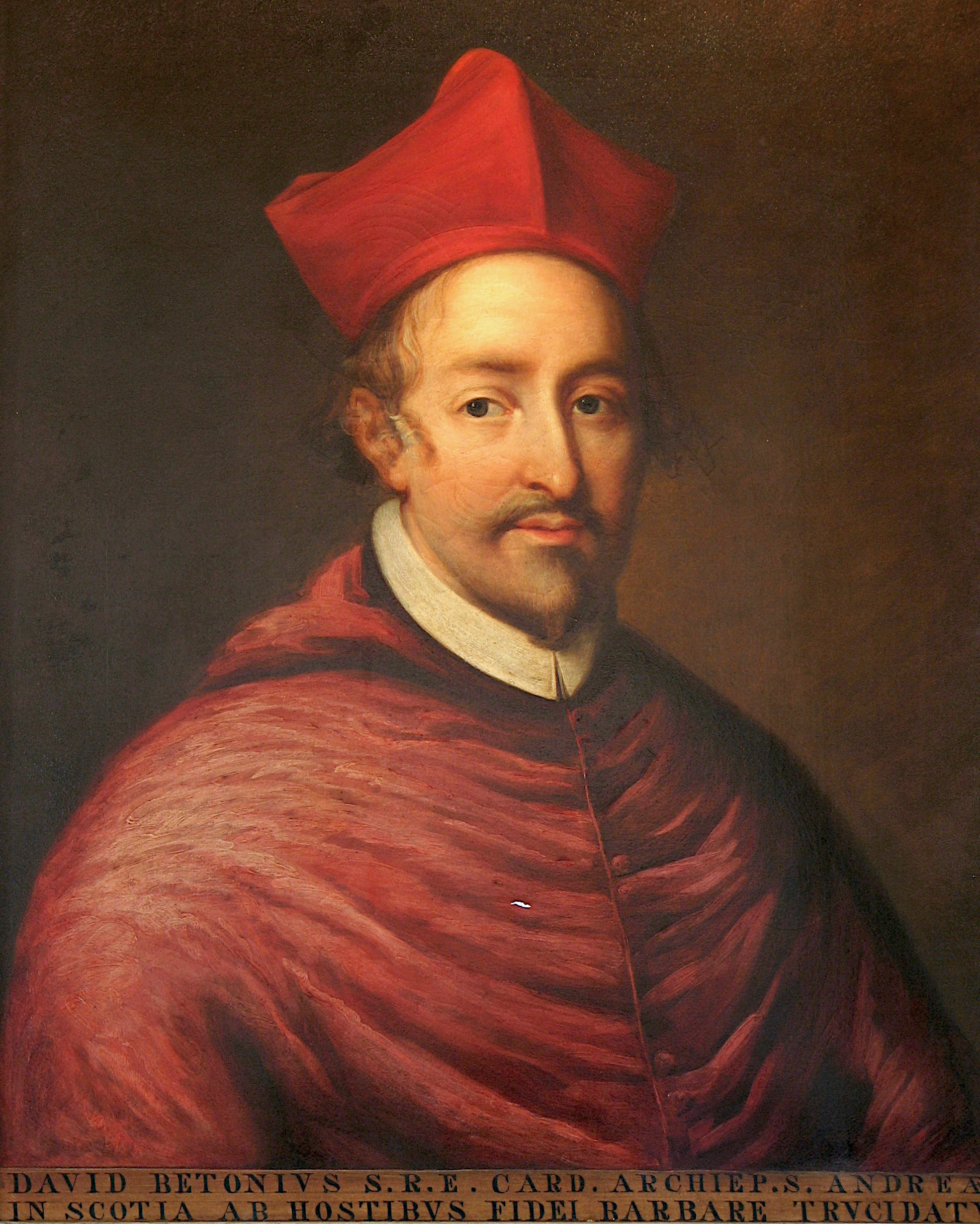
Kardinal David Beaton, Kopie aus dem 18. Jahrhundert eines Bildes aus dem 16. Jahrhundert

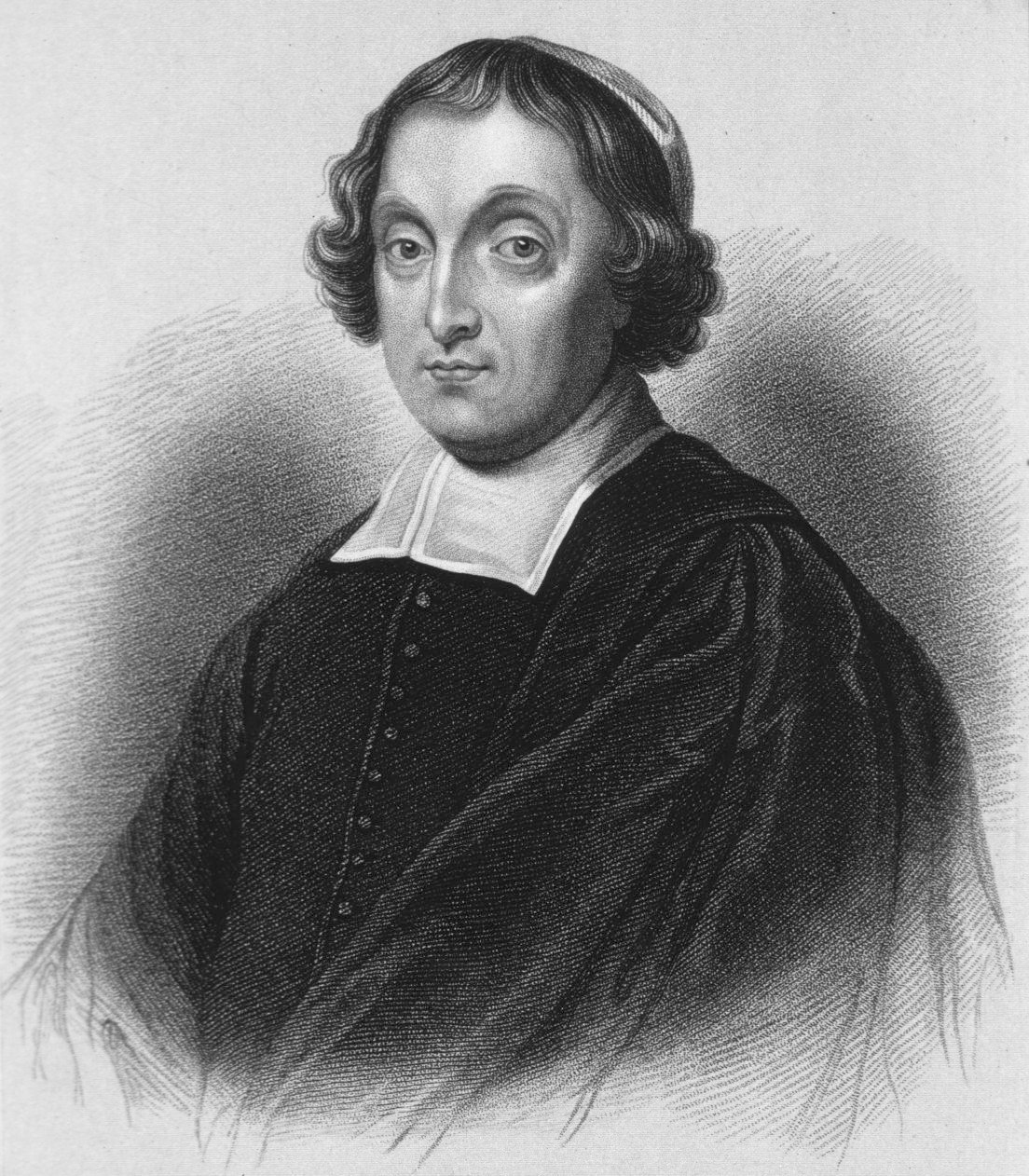
Porträt-Stich aus dem 19. Jahrhundert, David Beaton darstellend.

David Beaton (auch Bethune, * um 1494; † 29. Mai 1546 in St Andrews, Fife) war Erzbischof von Saint Andrews und Kardinal.

## Leben
Er entstammte der schottischen Linie des französischen Adelsgeschlechts Béthune. Er war ein jüngerer Sohn des John Bethune (um 1460–1524), 6. Laird der feudalen Baronie Balfour in Fife.
Nach dem Studium an den Universitäten bzw. dem Kollegium von St. Andrews, Paris und Glasgow war Beaton zunächst am französischen Hof tätig als Gesandter und Botschafter der schottischen Regentschaft und 1525 Geheimsiegelbewahrer Jakobs V. von Schottland. Ab 1524 war er dazu der letzte Lord Abbot of Arbroath. Unter dem Schutz von König Franz I. stehend wurde er bald Bischof von Mirepoix im Languedoc, weil er seit 1533 wegen Jakobs Vermählung mit Madeleine de Valois und nach deren Tod 1537 mit Marie de Guise unterhandelte, und später von Papst Paul III. zum Kardinal erhoben. Seit 20. Dezember 1538 „schottischer“ Kardinal (Titelkirche: Santo Stefano al Monte Celio) von St Andrews und Primas des Reichs, war er seit 1544 päpstlicher Legat.
Ab 1539 war er zudem Kanzler der University of St Andrews.
Beaton bemächtigte sich ganz des schwachen Königs Jakob, entzweite denselben mit seinem Adel und trieb ihn zur Verfolgung der Protestanten. Nach Jakobs Tod (1542) beanspruchte er auf Grund eines angeblichen Testaments des Königs die Regentschaft für die minderjährige Maria Stuart; allein das Parlament sprach dieselbe dem Earl of Arran zu und ließ Beaton 1543 verhaften. Doch dieser entkam bald, söhnte sich mit Arran aus und war nun der vornehmste Gegner der Verbindung Schottlands mit England und der Pläne Heinrichs VIII., Maria Stuarts Hand für seinen Sohn zu gewinnen. Seine Strenge gegen die Protestanten, deren eifrigen Prediger George Wishart er am 1. März 1546 hinrichten ließ, führte seinen Tod herbei. Von verschworenen Edelleuten in seinem Schloss am 29. Mai 1546 überfallen und ermordet, wurde er im Kardinalsanzug an dasselbe Fenster gehängt, aus welchem er zwei Monate zuvor der Verbrennung Wisharts zugesehen hatte.
Seine politischen Ansichten entsprachen derjenigen der schottisch-französischen Allianz und waren vom Gegensatz zur anglikanischen Gegenbewegung geprägt.
1823 erschien William Tennants Drama Kardinal Beaton, basierend auf Beatons Leben.

## Nachkommen
Mit seiner Mätresse Mariota Ogilvy († 1575), Tochter des James Ogilvy, 1. Lord Ogilvy of Airlie, hatte er vier illegitime Kinder:
- Margaret Bethune (um 1525–nach 1583) ⚭ David Lindsay, 10. Earl of Crawford;
- David Bethune of Melgund (um 1530–1589);
- Alexander Bethune of Hospitalfield and Carsgownie (* um 1532);
- Agnes Bethune (um 1540–nach 1600), ⚭ (1) James Auchterlonie of Auchterlonie, ⚭ (2) Sir Alexander Gordon of Gight.